# Dísir

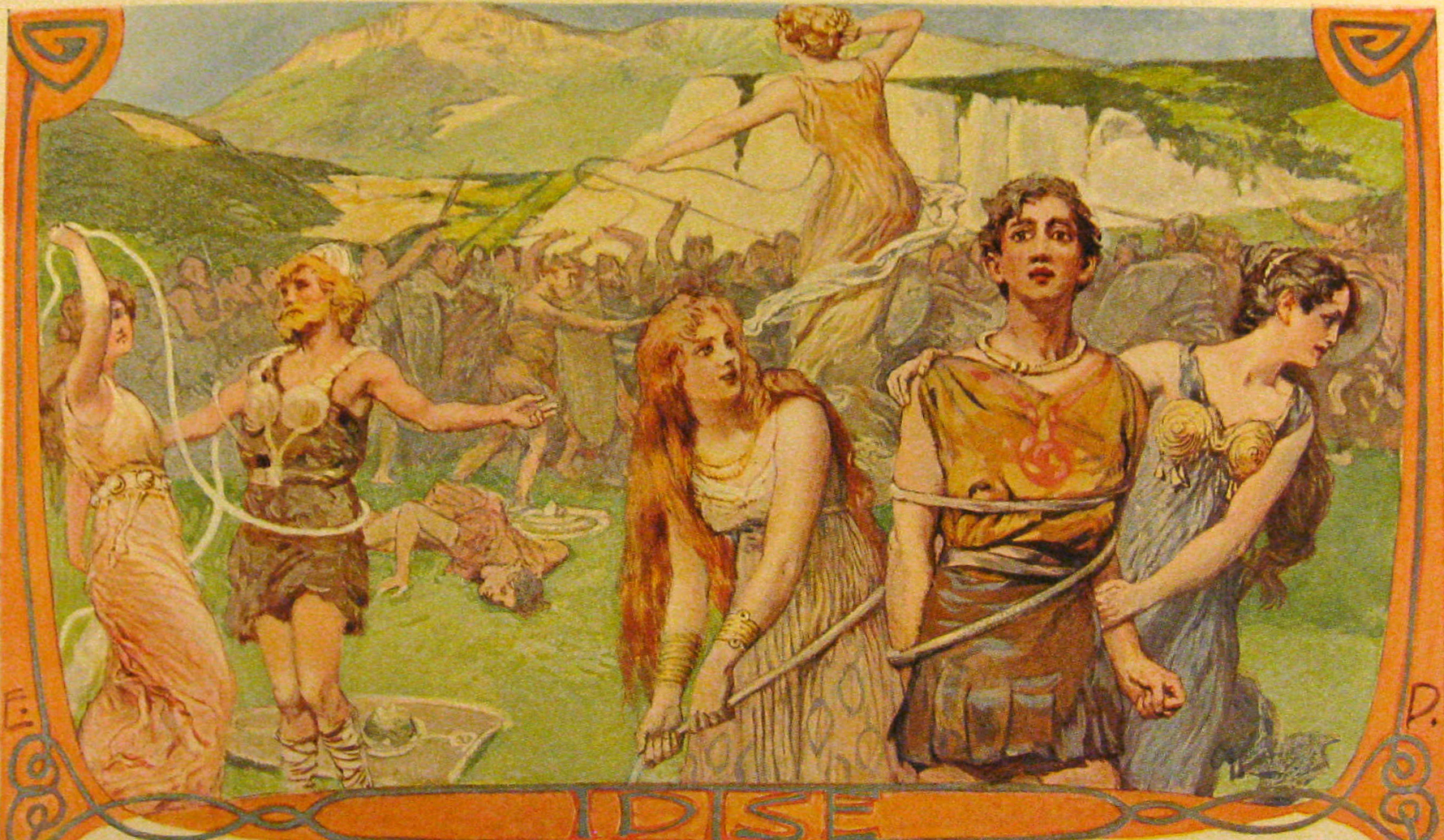
Emil Doepler, illustrazione per il Valhalla, il mondo degli dei tedeschi, rappresentante il primo canto dei Incantesimi di Merseburgo dove le Dísir liberano dei guerrieri catturati e ne legano altri, circa 1905

Nella mitologia norrena le Dísir (al singolare dís) sono delle divinità femminili minori delle quali si sa molto poco eccetto che sono menzionate in occorrenza della morte.
Spesso il termine Dís è creduto essere strettamente correlato a  idisi menzionato negli Incantesimi di Merseburgo  come si pensa sia collegato a ides, un sinonimo anglo-sassone per "donna". Probabilmente, è etimologicamente correlato alle dhísanas, un gruppo di divinità femminili nello Yajurveda.
Dís forse era usato come titolo di signora o dea. Freyja è chiamata Vanadís (dís dei vanir) e Álfhildr è chiamata dís del sole.
Alcuni luoghi scandinavi hanno un nome con qualche riferimento alla parola dísir, come Diseberg e Disevi in Svezia o Disen in Norvegia.

## Le dísir nelle fonti
Le dísir appaiono brevemente nell'Edda poetica, in alcuni poemi scaldici e in numerosi kenning.
Nel Grímnismál, il saggio Grímnir (Odino) profetizza la morte del re Geirrøðr e cita le dísir.
nú mun Yggr hafa;

þitt veit ek líf um liðit;

úfar ro dísir,

nú knáttu Óðin siá,

nálgaztu mik ef þú megir!»
ora questo avrà Yggr.

So che la tua vita è trascorsa.

Avverse ti sono le dísir: 

Ora puoi tu Odino vedere, 

avvicìnati a me, se ne hai forza!»
(Edda poetica - Grímnismál - La canzone di Grímnir)
Nell'Hamðismál, l'eroe Hamðir dopo aver ucciso il suo amico Erpr, dà la colpa della sua improvvisa rabbia al hvöttumk at dísir (l'incitamento delle dísir).
Il poema scaldico Krákumál costituito da un monologo in cui Ragnarr Loðbrók, morente nel pozzo dei serpenti dove fu gettato da re Ælla, ricordava la sua vita piena di gesta eroiche, presenta questa riga: "Heim bjóða mér dísir" (le dísir mi invitano a casa), come rappresentazione poetica delle circostanze in cui si trova.
Esiste anche la descrizione nella Heiðreks di come una donna diventa così infuriata per la morte del padre dovuta a Heiðrekr, suo marito, che si impicca nel dísarsal (sacrario delle dísir).
In altri casi le dísir erano viste come le dee della protezione, giacché proteggevano e guidavano le anime dei morti fino all'aldilà.

## Dísir, valchirie e norne
Le dísir sono direttamente citate solo in versi in norreno. Diversamente da valkyrja, la parola non appare mai nell'Edda in prosa di Snorri Sturluson. Queste e altre fonti in cui vi sono le parole dís e dísir hanno fatto credere a molti studiosi che dísir sia la parola originale per le valchirie (letteralmente "coloro che scelgono i morti"), e che sarebbe stato un  kenning per dís.
Nordisk familjebok sottolinea che dísir era anche un sinonimo di norna. Considerando il fatto che Skuld era sia una valchiria che una norna, l'accomunare le valchirie e le norne come nomi delle dísir assume ancora più verosimiglianza.

## Dísablót e dísaþing
Un dísablót era una festa sacrificale (blót) in onore delle dísir. Se ne parla nella saga di Víga-Glúms, nella saga di Egils e nella saga degli Ynglingar. I posteriori riferiscono che il re Aðils morì quando amministrò il dísablót e cavalcò attorno al sacrario. Secondo la antica legge svedese, il dísablót era celebrato al tempio di Uppsala tra la fine di febbraio e l'inizio di marzo, e i sacrifici alle dísir erano seguiti dalla thing di tutti gli svedesi e una fiera annuale. Quando arrivò il Cristianesimo il mercato fu spostato all'inizio di febbraio e ridenominato kyndelsting. Il nome disting rimase in uso, tuttavia, e la fiera si tiene ancora ogni anno a Gamla Uppsala, il primo martedì di febbraio. È una delle più antiche fiere tradizionali svedesi.